# لوئیس د اورکیخو
لوئیس د اورکیخو (۲۸ ژانویه ۱۸۹۹–۷ ژوئیه ۱۹۷۵ در مادرید) دیپلمات، بانکدار و تاجر اسپانیایی بود که از ۱۲ مه ۱۹۵۹ تا ۱۹ نوامبر ۱۹۶۴ به عنوان سفیر اسپانیا در آلمان غربی خدمت کرد. او همچنین ششمین رئیس رئال مادرید از ۱۶ مه ۱۹۲۶ تا ۱۹۳۰ بود.